# Sikosaari (ö i Södra Savolax, S:t Michel, lat 61,72, long 27,49)
Sikosaari är en halvö i Finland. Den ligger i sjön Toplanen och i kommunen Sankt Michel i den ekonomiska regionen  S:t Michel och landskapet Södra Savolax, i den södra delen av landet, 220 km nordost om huvudstaden Helsingfors.